# Стилпон Кириакидис
Стилпон Кириакидис (на гръцки: Στίλπων Κυριακίδης) е виден гръцки фолклорист, историк и университетски преподавател, председател на Обществото за македонски изследвания.

## Биография
Роден е на 25 октомври 1887 година в Гюмюрджина, тогава в Османската империя. Учи в родния си град и в Сяр. В 1907 години започва да следва във философския факултет на Атинския университет, където учи при видния фолклорист Николаос Политис. Кириакидис започва да работи като учител в Янина в 1911 година, а в следващата 1912 година става директор на Общокипърската гимназия в Никозия, Кипър. В 1914 година става главен редактор на исторически речник на гръцкия език, а в 1926 година е назначен за професор по религия, бит и фолклор на древните гърци в Солунския университет, където преподава до пенсионирането си в 1957 година. Кириакидис е три пъти декан на Факултета по философия и два пъти ректор на университет в Солун – в 1934 и 1942 година.
Член-учредител е на Обществото за македонски изследвания. На 15 май 1942 година е избран за председател на Управителния съвет на Обществото за македонски изследвания и го оглавява до смъртта си на 18 март 1964 година.
Стилпон Кириакидис полага основите за създаването на голяма научна институция в лицето на Обществото за македонски изследвания и популяризира изучаването на исторически и други явления, свързани с елинизма в Македония и като цяло. Пише множество научни изследвания за историята и фолклора.